# Корейский танец

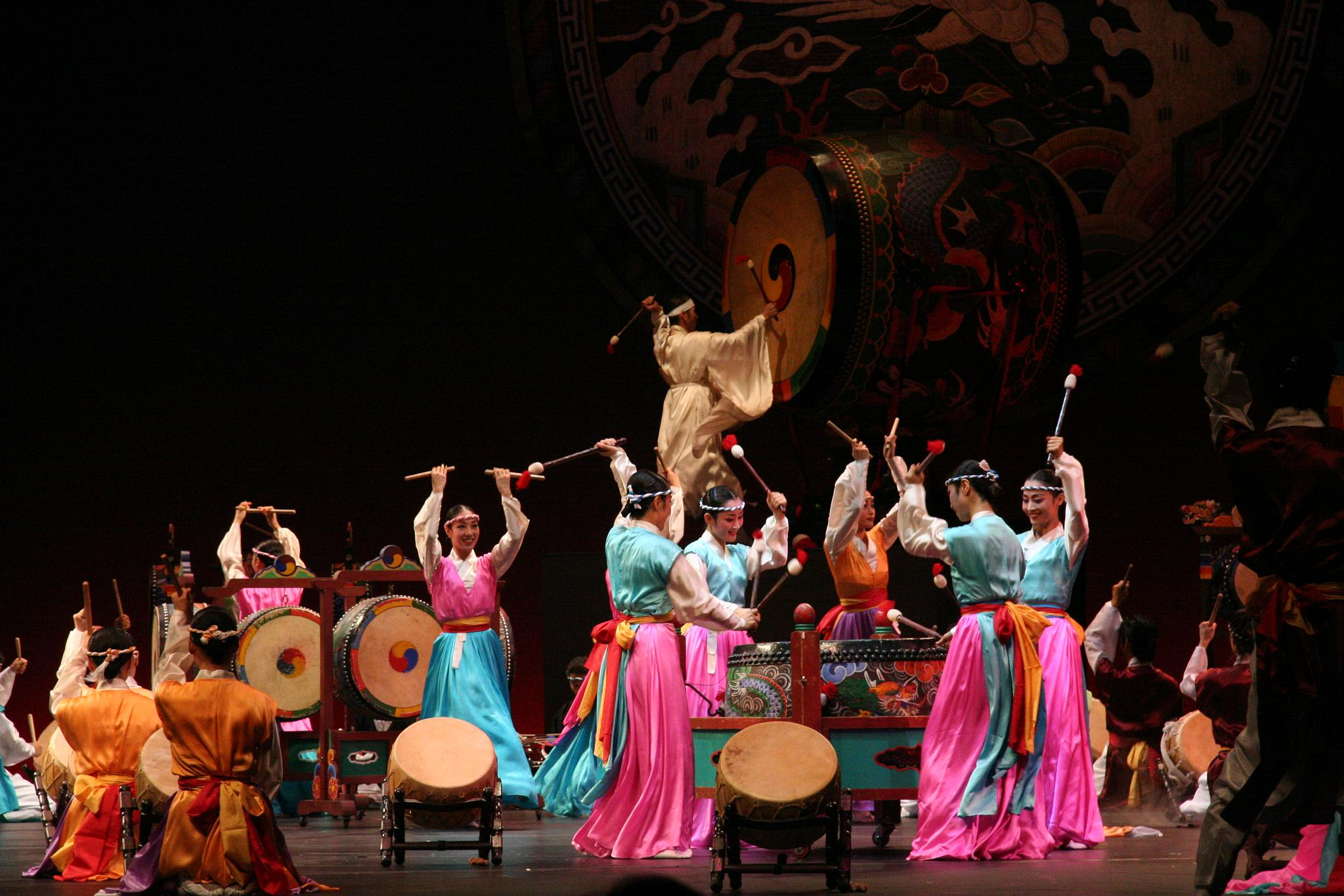
Большой барабанный ансамбль

Корейский танец берёт начало из ранних шаманских ритуалов пятитысячелетней давности и сегодня варьирует от народного танца до разных форм адаптированного современного танца.

## Обзор

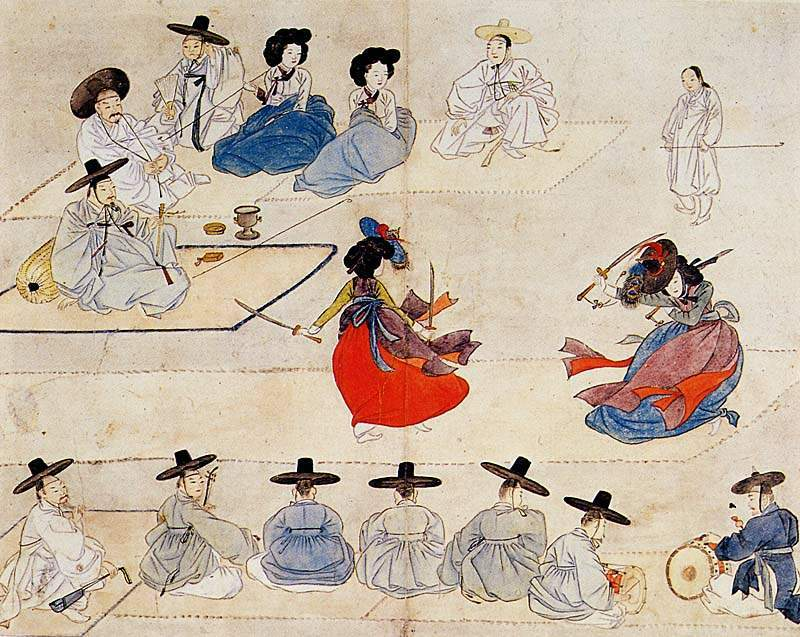
Танец с мечами

Во время средневековых корейских династий Корё и Чосон (второе тысячелетие нашей эры), корейский танец развивался за счет поддержки королевского двора, различных академий и даже официального министерства при правительстве.
Несмотря на народное происхождение, ряд танцев обрёл постоянный высокий статус, включая танец отшельника, танец призрака, танец с веерами, танец монаха, танец шута и другие. Считается, например, что танец с веерами имеет свои корни в камлании шаманов, в котором те использовали листья деревьев, позже этот танец стал элементом высокого искусства.

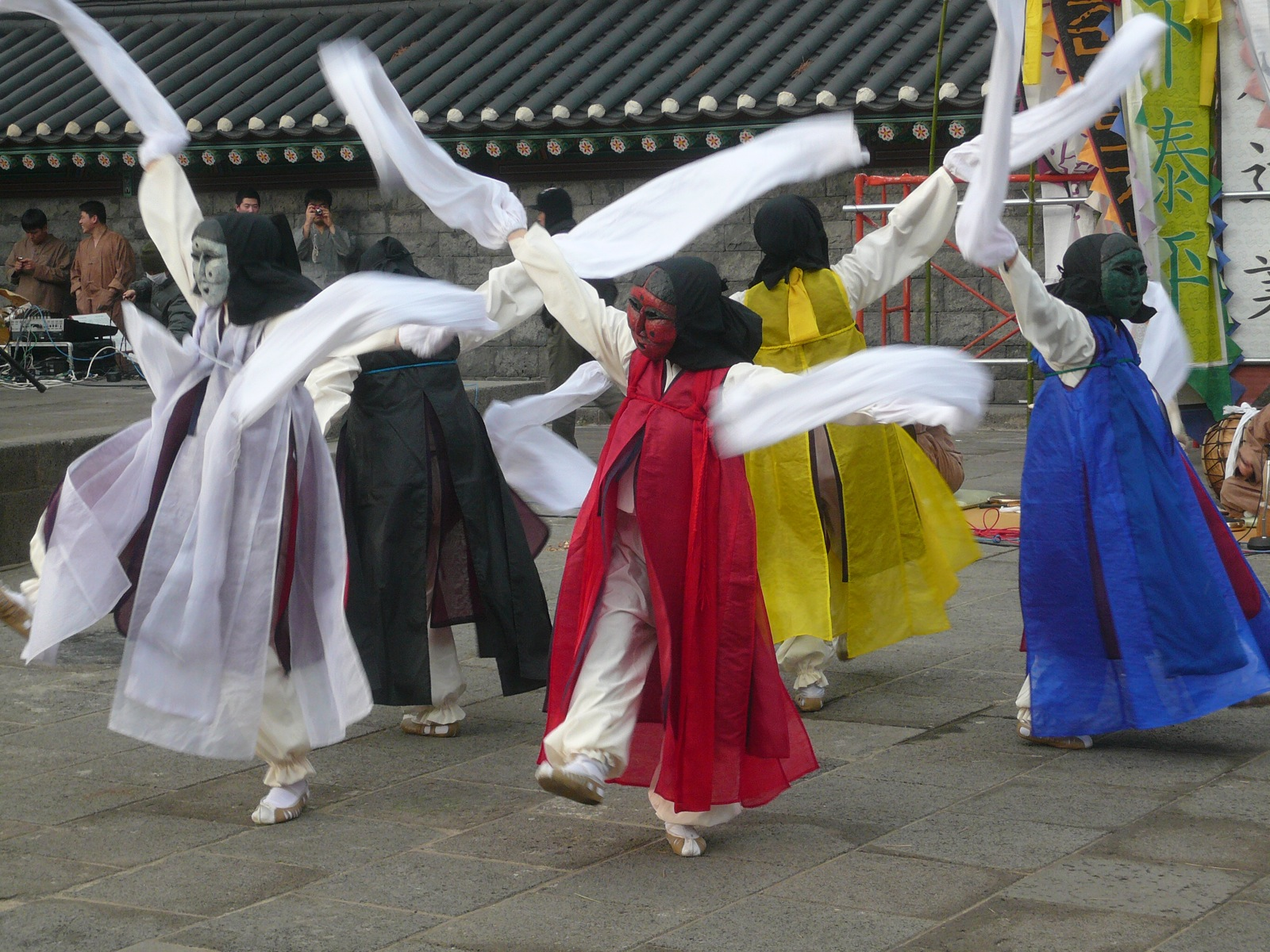
«Чеджу оббан каксичхум», танец, который пыталась искоренить Японская империя во время колониального режима в Корее.

Другой пласт танцевальной культуры Кореи — народный крестьянский танец, дошедший до наших дней и исполняемый сейчас фольклорными коллективами. Атрибутами танца являются длинный волнистый шёлковый шарф снежно-белого цвета, используемый в танце «Сальпхури», а также барабаны, шляпы, мечи и т. д. В танце призрака персонаж воссоединяется с покойным супругом, что только усиливает боль от повторной разлуки, имеется лишь несколько атрибутов либо они полностью отсутствуют. А в большом танце с барабанами фигурирует огромный барабан, который может быть больше, чем сам исполнитель. Барабан притягивает монаха одним своим видом, монах поддаётся искушению и исполняет зажигательную барабанную «оргию».
Из-за культурных репрессий во время японского колониального управления, иногда называемого культурным геноцидом, большинство танцевальных академий было закрыто, и множество видов танцев исчезло или же было изменено. Однако, некоторые из основателей современной корейской танцевальной школы, такие как Чхве Сын Хи (кор. 최승희?, 崔承喜?), привнесли в современный танец народные элементы, кроме того, хранили корейские танцевальные традиции, содействуя современному возрождению корейского народного танца. Сейчас во многих университетах Кореи народный танец преподаётся как академический предмет, причём эта практика в начале XXI века распространилась и на некоторые зарубежные университеты. Лучшие танцоры были признаны «Живыми национальными сокровищами», им поручено вести танцевальные классы и передавать свой опыт подрастающим поколениям.

## Виды

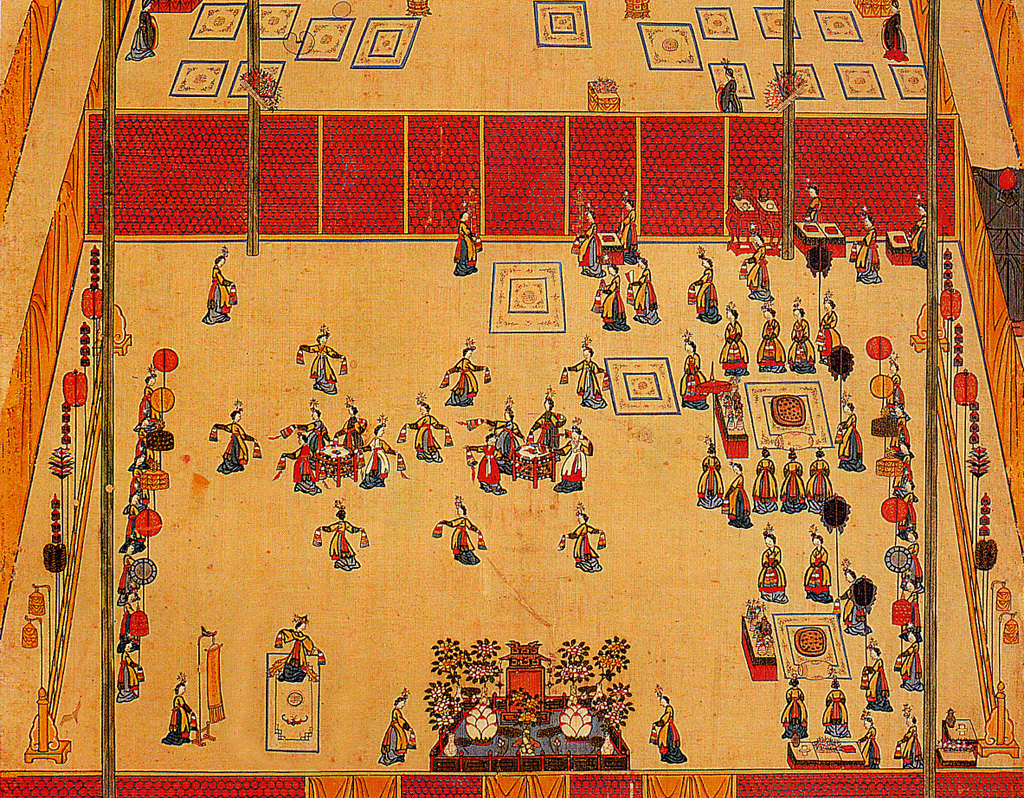
Танец при дворе вана Коджона

Корейский традиционный танец не всегда следует канонам западного танца; однако есть определённая схожесть с современным лирическим танцем. Движения направлены по кривой с кратковременными повторами. Ноги и ступни танцоров скрыты под длинным ханбоком. Эмоциональный диапазон танца — от печали до радости. Корейский народный танец зачастую исполняется под аккомпанемент корейской традиционной музыки, включающей барабаны, флейты и т. д. Музыка задаёт хореографический рисунок танца, при этом танцор является своего рода инструментом физического выражения музыки.

### Придворный танец
Корейский придворный танец называется «чонджэ» (кор. 정재?, 呈才?). Он произошёл от представлений при королевском дворе, сначала включавших в себя не только танцы, но и другие формы искусства, такие как чультхаги (줄타기, хождение по канату), кондоджиги 공던지기) и монматхаги (목마타기), со временем ставшие известными как придворный танец. Термин начал использоваться в эпоху династии Чосон.
Чонджэ обычно исполняли перед королевской семьёй, придворными чиновникам, иностранными представителями или во время празднеств, организованных государством. Чондже делится на две категории, танъак чонджэ (당악정재) и хянъак чондже (향악정재). Танъак чондже происходит от танцев, распространённых при дворе китайской династии Тан и проникших в Корею в эпоху Корё, хянъак чонджэ происходит от более поздних корейских придворных танцев.

#### Хянъак чонджэ

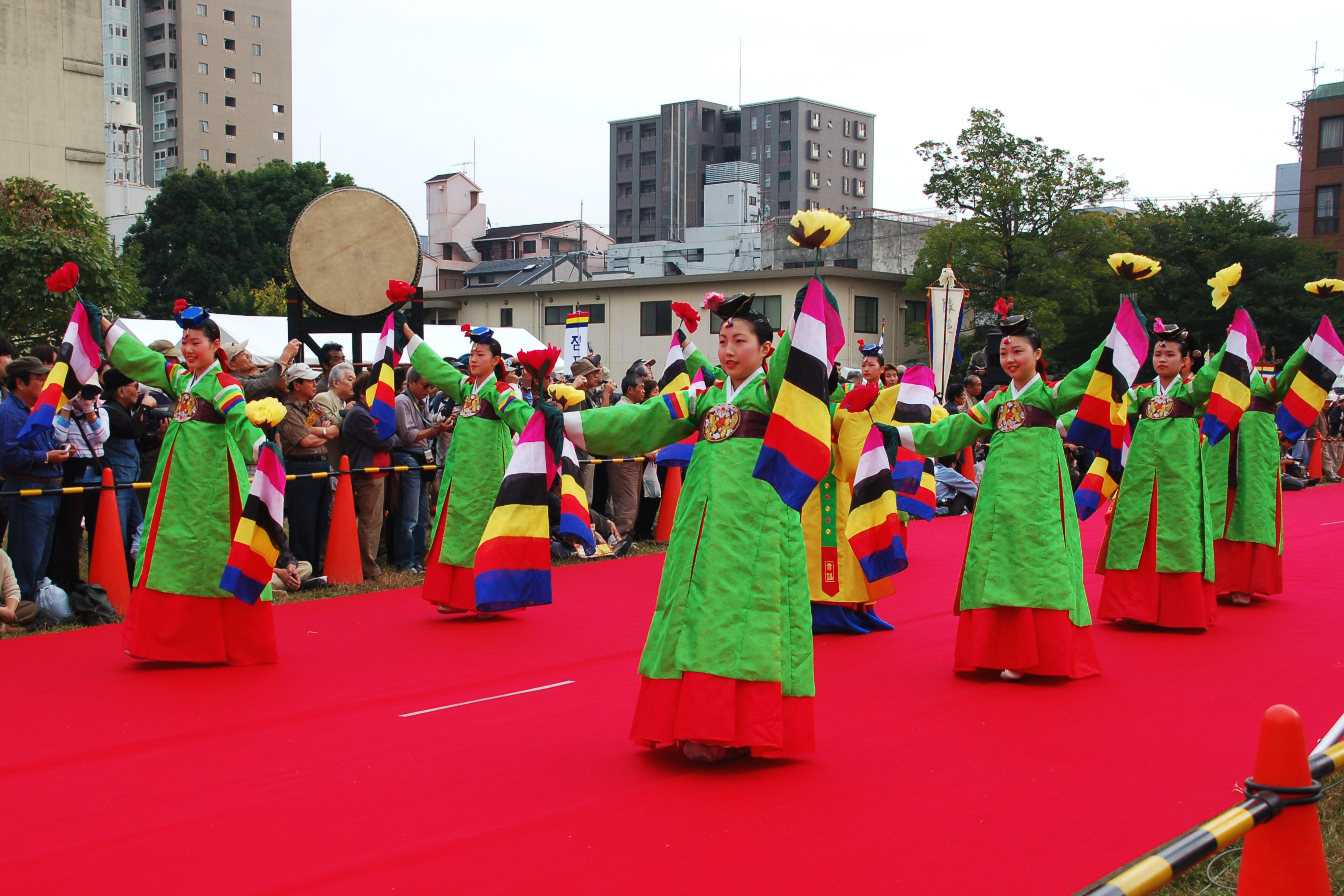
Мухи́, один из видов хянъак чонджэ

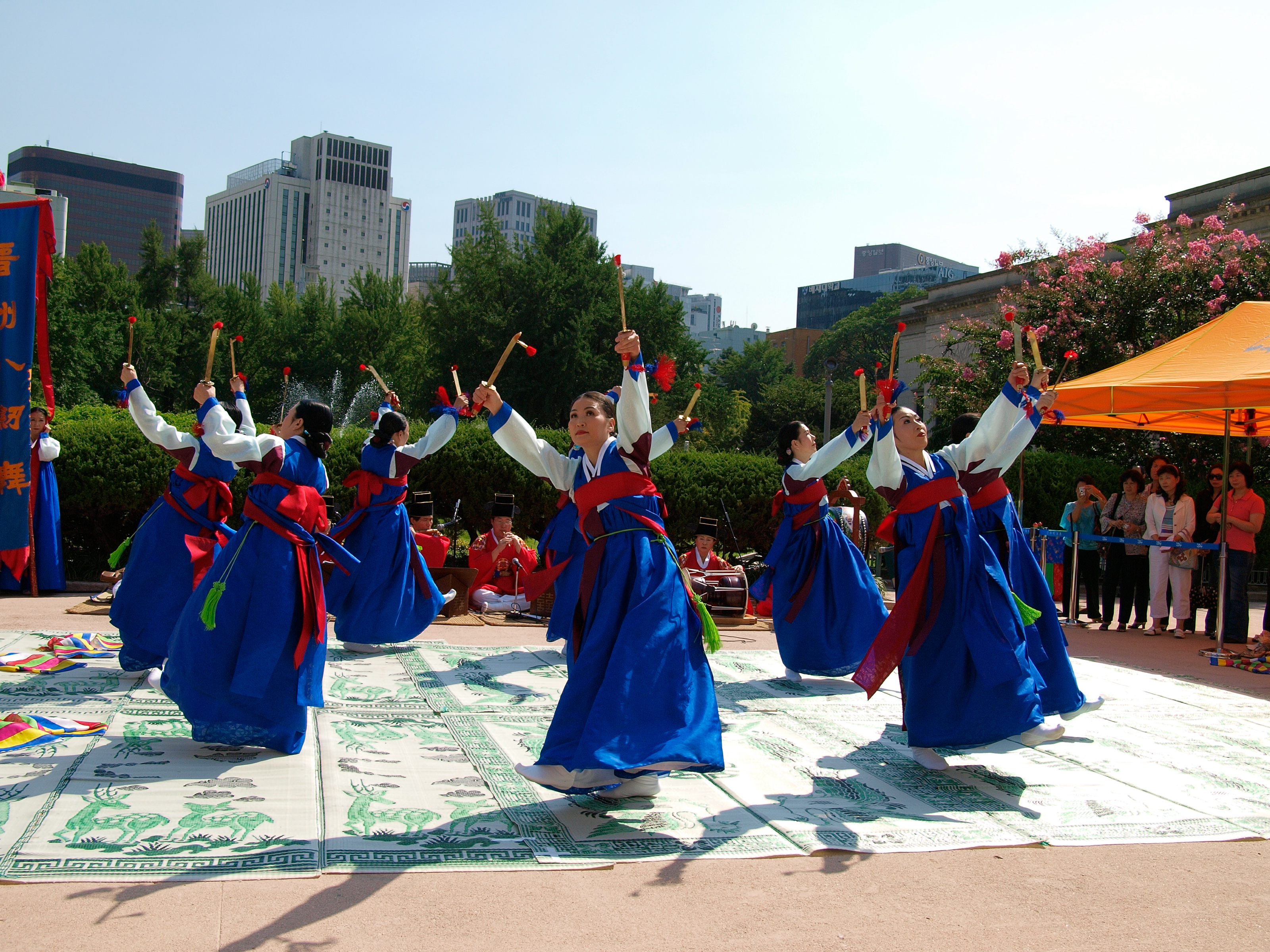
Танец с мечами

- Абанму (아박무) — танец колокольчиков из слоновой кости
- Пакчомму (박접무) — танец порхающих крыльев бабочек
- Поннэи (봉래의) — танец феникса
- Чхоёнму (처용무) — танец Чхоёна, сына Короля-Дракона, старейший вид чонджэ, возникший в период Силла[8]
- Чхунэнджон (춘앵전) — танец соловья весной
- Каинджонмоктан (가인전목단)- танец собирающей пионы
- Комму (검무) — танец с мечами
  - Чинджу комму
- Хагён хвадэму (학연화대무)- танец журавля на лотосовом пьедестале
- Когурёму (고구려무), Танец Когурё
- Муэму (무애무)
- Мусанхян(무산향)- танец об ароматах пляшушей горы
- Муго (무고) — танец с барабанами
  - Кёбан муго (교방무고)
- Саджаму(사자무) — танец льва
- Сонюрак (선유락) — танец вечеринки на лодке

#### Танъак Чонджэ
- Монгымчхок (몽금척) — танец о сне золотого правителя
- Пхогурак (포구락) — танец об игре с мячом
- Хонсондо (헌선도) — танец с предложением попробовать персик

### Народный танец

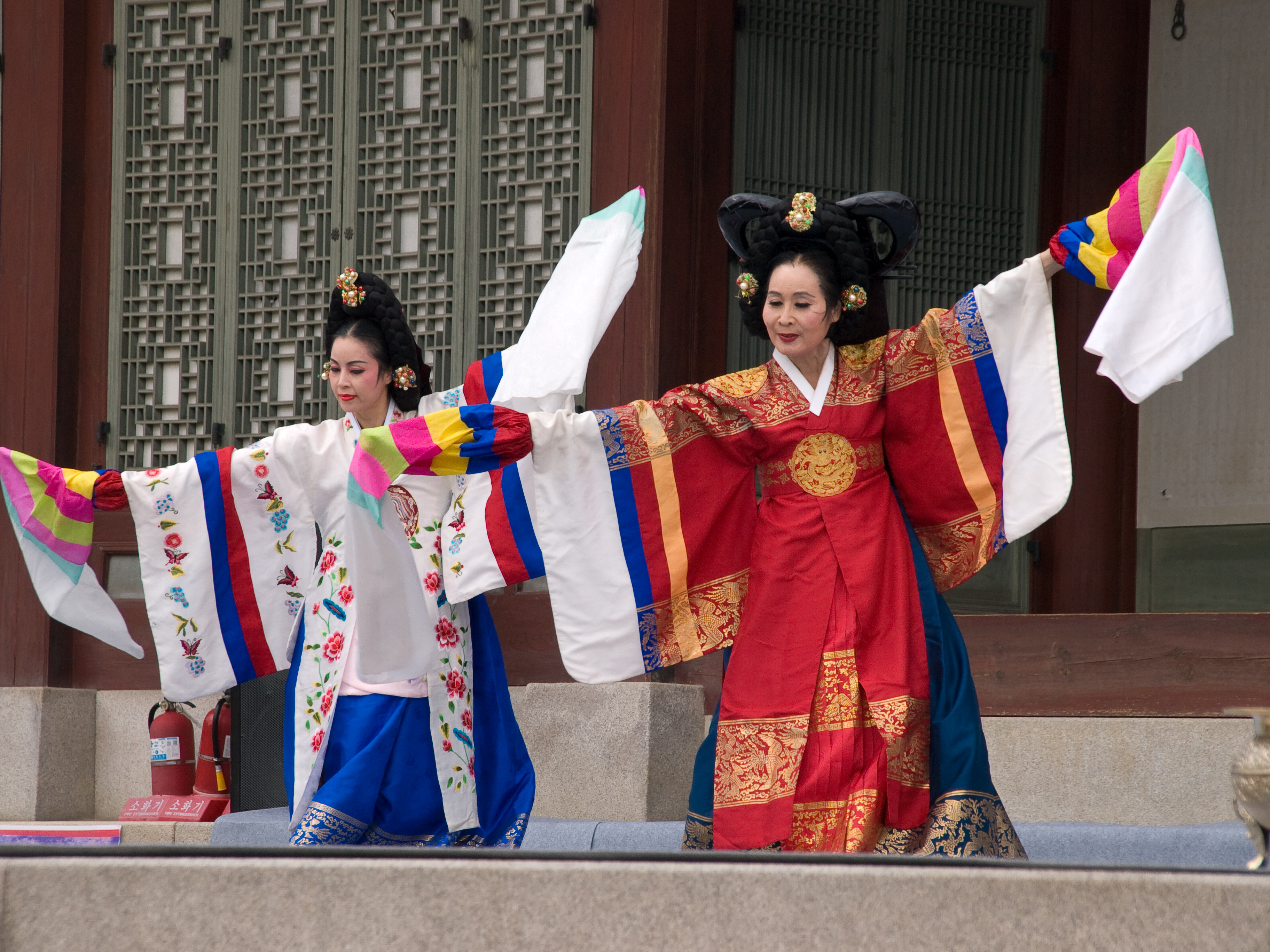
Тхэпхёнму, танец мира

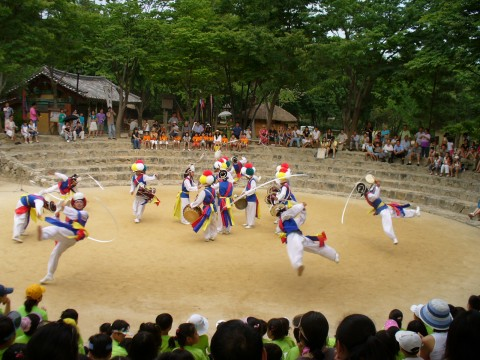
Нонъак, крестьянский танец

- Пёнсинчхум (병신춤)- сатирический танец, изображающий янбанов в виде калек и больных
- Сынму (승무) — танец монаха
- Сынджонму (승전무)- танец победы
- Сальпхури(살풀이)- танец очищения духа
- Халлянму (한량무) — танец транжиры
- Ипчхум (입춤)- базовый танец
- Тхэпхёнму (태평무)- танец мира
- Канган суллэ (강강술래), Танец девы
- Нонъак (농악) — крестьянский танец
- Тхальчхум (탈춤) — танец с масками
- Мияльхальмичхум (미얄할미춤) — танец старухи
- Пхальмокчун (팔먹중) — танец восьми недостойных монахов
- Тоннэхакчхум (동래학춤) танец журавля
- Пупхонолличхум (부포놀리춤) — танец кисти из пера
- Чхэсансогочхум (채상 소고춤) — барабанный танец
- Тотпэгичхум(덧배기춤) — ударный танец
- Каксичхум (각시춤) — танец девы

### Ритуальный танец
Ритуальным танцем в Корее называется буддийский танец и корейские народные танцы.
- Ильму (일무) — линейный танец
- Чакпоп (작법)
  - Попкочхум(법고춤) — барабанный танец Дхармы
  - Набичхум (나비춤) — танец бабочки
  - Парачхум (바라춤) — танец с кимвалом
- Мусокчхум или муму (무속춤 или 무무) — танец мудана (корейского шамана)

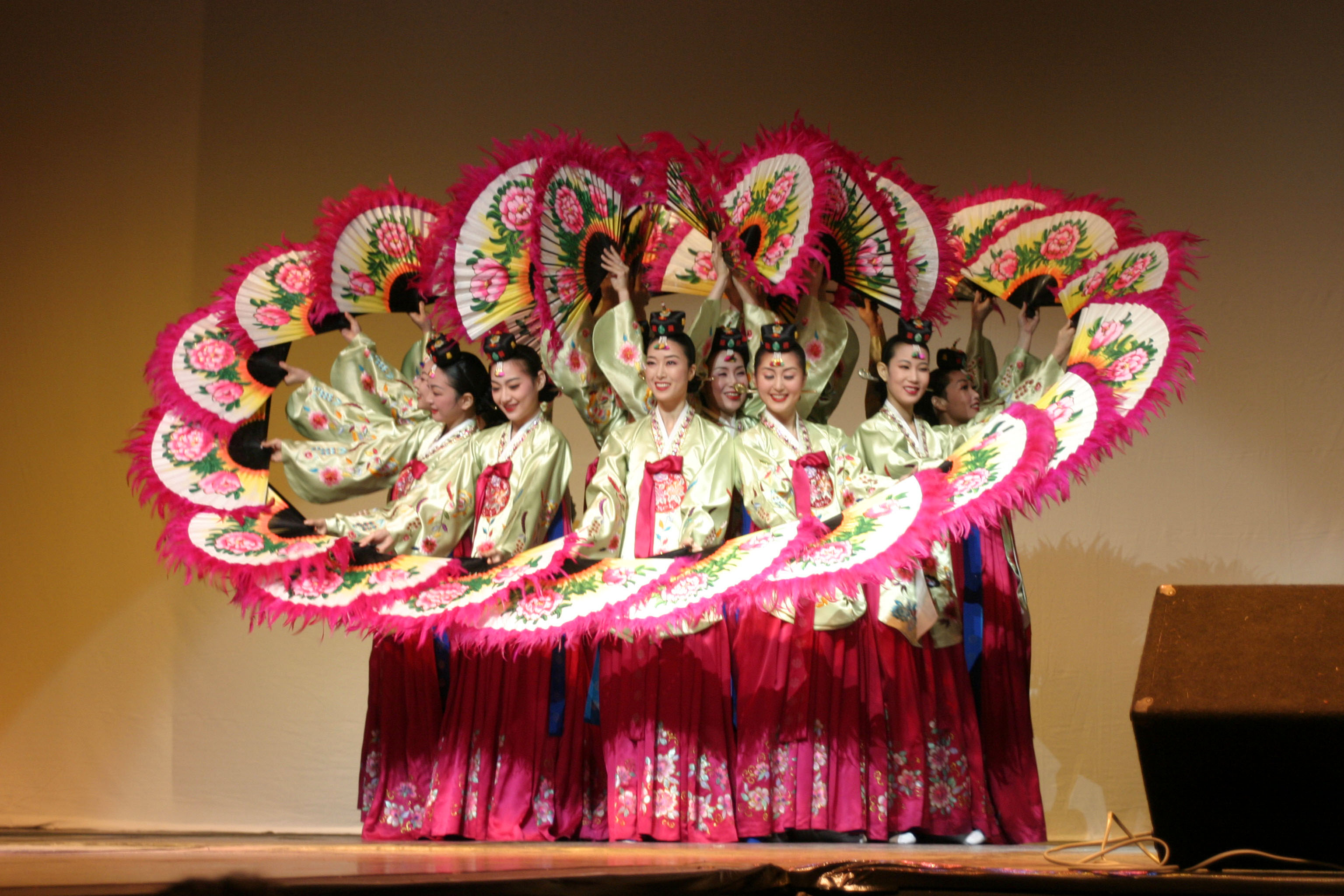
Танец с веерами

### Новый традиционный танец
- Пучхэчхум (부채춤) танец с веерами, впервые представленный публике в 1954 году[9]
- Хвагванму(화관무)- танец с цветочным венком
- Чангучхум (장구춤) — танец с барабанами, похожими на песочные часы
- Самгому огому (삼고무 오고무) — танец с барабанами
- Большой барабанный ансамбль(북의 대합주), поставленный Гук Су Хо (국수호) в 1981. В него входят все виды барабанов Кореи.[10]

## Современный танец
- Хон Син Джа